# Shaking of the Sheets
Shaking of the Sheets è una ballata popolare originaria dell'Inghilterra, pubblicata nel 1568 e ripresa da svariati cantautori nell'arco degli anni. William Chappell la inserì nella sua raccolta Old English popular music (1893), mentre gli Steeleye Span ne pubblicarono una versione nel 1989, contenuta nell'album Tempted and Tried.
La canzone riprende i temi popolari della danza con la morte personificata.

## Storia
Durante i secoli bui del medioevo la paura della morte era assai diffusa, come conseguenza delle terribili ondate di peste e delle malattie diffuse. Per scongiurare il terrore del trapasso nacquero ballate e canzoni che avevano lo scopo di rendere meno terribile la morte, nelle quali i paesani ed i nobili erano tenuti a danzare con il tristo mietitore, lasciando la vita in un modo più allegro e rassicurante. Tuttavia queste ballate avevano un duplice scopo: addolcire la morte ma anche celebrarla e ricordarne l'inevitabilità.
Spesso il tema della danse macabre si univa a quello del memento mori, ricordando ai ballerini che ognuno è solo di passaggio i questa danza che si snoda tra la vita e la morte. La morte personificata è vista in trionfo, quasi sempre con una corona in testa a simboleggiarne la grandezza sopra tutti, o con uno strumento in mano per guidare il ballo e portare con sé i danzatori.
La ballata è rivolta a tutte le classi sociali, ad evidenziare che la morte non fa eccezioni.
L'esempio più antico è la "Danza dei Maccabei" (da cui deriverebbe il termine "macabro"), ovvero un dramma sacro dove i partecipanti danzavano in fila per poi essere portati via da figure travestite da spettri o morti avvolti nei sudari. Queste rappresentazioni erano assai più lugubri e servivano a ricordare ai fedeli la caducità della vita e la vanità delle cose terrene dinnanzi alla morte.
Con il tempo le danze si arricchirono di dialoghi a botta e risposta con controparti travestite da spiriti e cadaveri, con i vari partecipanti che si scambiavano dialoghi di spirito sull'ineluttabilità della morte. Nei primi tempi le figure erano canonicamente ventiquattro e rappresentavano tutte le condizioni sociali dell'uomo, mentre i dialoghi erano più cupi e rassegnati.
In provenza si usava danzare una farandola all'interno di un percorso labirintico sul terreno, ad indicare che nessuno può uscire dal percorso designato e che tutti devono seguire chi conduce il ballo, per quanto il percorso sia difficoltoso e la meta incerta. Le su origini arrivano fino alla civiltà minoica, dove nacque per celebrare la Signora del Labirinto descritta anche da Omero:
(Omero - Iliade, libro XVIII)

## Testo
Esistono molte versioni e rivisitazioni del testo ufficiale, mentre la melodia su cui è scritto verrà usata in seguito per altre ballate, come "King John and the Bishop", una canzone folk del XVI secolo.
Il termine "shaking of the sheets" (letteralmente "scuotere le lenzuola") si può definire con "danza macabra" essendo un termine antico usato per definire questo tipo di ballo.
| Dance, dance the shaking of the sheets, Dance, dance when you hear the piper playing, Everyone must dance The Shaking of the Sheets with me.                                               | Danzate, danzate la danza macabra Danzate, danzate quando sentite il pifferaio suonare, Tutti devono danzare La Danza Macabra con me.                                         |
| I Bring away the beggar, bring away the king, And every man in his degree. Bring away the oldest and the youngest thing, Come to death and follow me.                                      | I Porto via il mendicante, porto via il re, E tutti gli uomini del suo rango. Porto via il più vecchio ed il più giovane, Venite con la morte e seguitemi.                    |
| Dance, dance the shaking of the sheets, Dance, dance when you hear the piper playing, Everyone must dance The Shaking of the Sheets with me.                                               | Danzate, danzate la danza macabra Danzate, danzate quando sentite il pifferaio suonare, Tutti devono danzare La Danza Macabra con me.                                         |
| II Bring away the merchant who made his money in France, And the crafty banker too, When the piper plays, you and I must dance The dance that everyone must do.                            | II Porto via il mercante che ha fatto fortuna in Francia, Ed anche il banchiere astuto, Quando il pifferaio suona, voi ed io dobbiamo danzare La danza che tutti devono fare  |
| Dance, dance the shaking of the sheets, Dance, dance when you hear the piper playing, Everyone must dance The Shaking of the Sheets with me.                                               | Danzate, danzate la danza macabra Danzate, danzate quando sentite il pifferaio suonare, Tutti devono danzare La Danza Macabra con me.                                         |
| III I’ll find you in the courtrooms, I’ll find you in the schools, When you hear the piper play. I’ll take away the wise men, I’ll take away the fools And bring their bodies all to clay. | III Vi troverò nei tribunali, vi troverò nelle scuole, Quando sentite il piffero suonare. Porterò via i saggi, porterò via gli sciocchi E li farò diventare terra.            |
| Dance, dance the shaking of the sheets, Dance, dance when you hear the piper playing, Everyone must dance The Shaking of the Sheets with me.                                               | Danzate, danzate la danza macabra Danzate, danzate quando sentite il pifferaio suonare, Tutti devono danzare La Danza Macabra con me.                                         |
| IV All the politicians of high and low degree, Lords and ladies, great and small. Don’t think that you’ll escape and need not dance with me, I’ll make you come when I do call.            | IV Tutti i politici di alto e basso grado, Signori e signore, grandi e piccini. Non credete di poter fuggire e di non dover danzare con me, Vi farò arrivare quando chiamerò. |
| Dance, dance the shaking of the sheets, Dance, dance when you hear the piper playing, Everyone must dance The Shaking of the Sheets with me.                                               | Danzate, danzate la danza macabra Danzate, danzate quando sentite il pifferaio suonare, Tutti devono danzare La Danza Macabra con me.                                         |
| V It may be in the day, it may be in the night, Prepare yourselves to dance and pray. That when the piper plays “The Shaking of the Sheets” You may to Heaven dance the way.               | V Potrebbe essere di giorno, potrebbe essere di notte, Preparatevi a danzare e pregare. Perché quando il pifferaio suona "La Danza Macabra" Dovrete venire in Cielo danzando. |
| Dance, dance the shaking of the sheets, Dance, dance when you hear the piper playing, Everyone must dance The Shaking of the Sheets with me.                                               | Danzate, danzate la danza macabra Danzate, danzate quando sentite il pifferaio suonare, Tutti devono danzare La Danza Macabra con me.                                         |